# Letóxitsi
Letóxitsi (en rus: Летошицы) és un poble de l'óblast de Leningrad, a Rússia, que el 2017 tenia 77 habitants.